# Vissel Kobe 2015
Questa pagina raccoglie i dati riguardanti il Vissel Kobe nelle competizioni ufficiali della stagione 2015.

## Organigramma societario
Area direttiva
- Presidente del consiglio di amministrazione:

Area tecnica
- Allenatore: Nelsinho Baptista
- Vice-Allenatore: Yūta Abe

## Rosa
| N. |                          | Ruolo | Calciatore        |
| -- | ------------------------ | ----- | ----------------- |
| 3  | Giappone (bandiera)      | D     | Takahito Sōma     |
| 4  | Giappone (bandiera)      | D     | Kunie Kitamoto    |
| 5  | Giappone (bandiera)      | D     | Takuya Iwanami    |
| 6  | Giappone (bandiera)      | D     | Shunki Takahashi  |
| 7  | Brasile (bandiera)       | A     | Pedro Júnior      |
| 8  | Giappone (bandiera)      | D     | Shōhei Takahashi  |
| 9  | Giappone (bandiera)      | A     | Daisuke Ishizu    |
| 10 | Giappone (bandiera)      | C     | Ryōta Morioka     |
| 13 | Giappone (bandiera)      | C     | Keijirō Ogawa     |
| 14 | Giappone (bandiera)      | D     | Takahiro Masukawa |
| 16 | Corea del Sud (bandiera) | C     | Jung Woo-Young    |
| 17 | Giappone (bandiera)      | C     | Hideo Tanaka      |
| 18 | Brasile (bandiera)       | A     | Marquinhos        |
| 19 | Giappone (bandiera)      | A     | Kazuma Watanabe   |
| 20 | Giappone (bandiera)      | C     | Asahi Masuyama    |

| N. |                     | Ruolo | Calciatore        |
| -- | ------------------- | ----- | ----------------- |
| 21 | Giappone (bandiera) | P     | Koki Mitsuzawa    |
| 22 | Giappone (bandiera) | P     | Kaito Yamamoto    |
| 24 | Giappone (bandiera) | D     | Masatoshi Mihara  |
| 25 | Giappone (bandiera) | D     | Ryō Okui          |
| 26 | Giappone (bandiera) | D     | Shinji Yamaguchi  |
| 27 | Brasile (bandiera)  | C     | Ferrugem          |
| 28 | Giappone (bandiera) | P     | Kenshin Yoshimaru |
| 29 | Giappone (bandiera) | A     | Yusuke Tashiro    |
| 30 | Giappone (bandiera) | P     | Kenta Tokushige   |
| 31 | Giappone (bandiera) | D     | Michihiro Yasuda  |
| 32 | Giappone (bandiera) | C     | Ryōsuke Maeda     |
| 33 | Giappone (bandiera) | C     | Tomoki Wada       |
| 34 | Brasile (bandiera)  | D     | Bueno             |
|    | Giappone (bandiera) | D     | Sō Fujitani       |